# توكويلا
توكويلا (بالإنجليزية: Tukwila)‏ هي إحدى مدن ولاية واشنطن في الولايات المتحدة الأمريكية.

## التركيبة السكانية
حدّد مكتب تعداد الولايات المتحدة بيانات التركيبة السكانية لتوكويلا في تعداد الولايات المتحدة. في ما يلي، التركيبة السكانية حسب تعدادي 2000 و2010.

### تعداد عام 2000
بلغ عدد سكان توكويلا 17,181 نسمة بحسب تعداد عام 2000، وبلغ عدد الأسر 7,186 أسرة وعدد العائلات 3,952 عائلة مقيمة في المدينة. في حين سجلت الكثافة السكانية 691.1 نسمة لكل كيلومتر مربع (1,789.9/ميل2). وبلغ عدد الوحدات السكنية 7,725 وحدة بمتوسط كثافة قدره 310.7 لكل كيلومتر مربع (804.7/ميل2).
وتوزع التركيب العرقي للمدينة بنسبة 58.63% من البيض و12.79% من الأمريكيين الأفارقة و1.30% من الأمريكيين الأصليين و10.88% من الأمريكيين ذوي الأصول الآسيوية و1.82% من سكان جزر المحيط الهادئ و8.06% من الأعراق الأخرى و6.51% من عرقين مختلطين أو أكثر و13.56% من الهسبانيون أو اللاتينيون من أي عرق.
بلغ عدد الأسر 7,186 أسرة كانت نسبة 31.1% منها لديها أطفال تحت سن الثامنة عشر تعيش معهم، وبلغت نسبة الأزواج القاطنين مع بعضهم البعض 36.4% من أصل المجموع الكلي للأسر، ونسبة 12.4% من الأسر كان لديها معيلات من الإناث دون وجود شريك، بينما كانت نسبة 6.2% من الأسر لديها معيلون من الذكور دون وجود شريكة وكانت نسبة 45% من غير العائلات. تألفت نسبة 34.3% من أصل جميع الأسر من عدة أفراد يعيشون في نفس المنزل ونسبة 5.6% كانت تتألف من شخص يعيش بمفرده يبلغ من العمر 65 عاماً أو أكثر. وبلغ متوسط حجم الأسرة المعيشية 2.38، أما متوسط حجم العائلات فبلغ 3.09.
بلغ العمر الوسطي للسكان 33.4 عاماً. وكانت نسبة 23.9% من القاطنين تحت سن الثامنة عشر، وكانت نسبة 10.3% بين الثامنة عشر والرابعة والعشرين عاماً، ونسبة 37.3% كانت واقعةً في الفئة العمرية ما بين الخامسة والعشرين والرابعة والأربعين عاماً، ونسبة 20.4% كانت ما بين الخامسة والأربعين والرابعة والستين، ونسبة 7.5% كانت ضمن فئة الخامسة والستين عاماً فما فوق. يوجد لكل 100 أنثى 109.4 ذكر، ويوجد لكل 100 أنثى في الثامنة عشر من عمرها فما فوق 109.1 ذكر.
بلغ متوسط دخل الأسرة في المدينة 41,030 دولارًا، أما متوسط دخل العائلة فبلغ 42,020 دولارًا. وكان متوسط دخل الذكور 35,321 دولارًا مقابل 29,695 دولارًا للإناث. وسجل دخل الفرد الخاص بالمدينة 23,696 دولارًا. وكانت نسبة 9.4% من العائلات ونسبة 12% من السكان تحت خط الفقر، وكان من هؤلاء نسبة 19.7% تحت سن الثامنة عشر ونسبة 4.9% في الخامسة والستين من العمر وما فوق.

### تعداد عام 2010
بلغ عدد سكان توكويلا 19,107 نسمة بحسب تعداد عام 2010، وبلغ عدد الأسر 7,157 أسرة وعدد العائلات 4,124 عائلة مقيمة في المدينة. في حين سجلت الكثافة السكانية 768.6 نسمة لكل كيلومتر مربع (1,990.7/ميل2). وبلغ عدد الوحدات السكنية 7,755 وحدة بمتوسط كثافة قدره 311.9 لكل كيلومتر مربع (807.8/ميل2).
وتوزع التركيب العرقي للمدينة بنسبة 43.93% من البيض و17.89% من الأمريكيين الأفارقة و1.12% من الأمريكيين الأصليين و19.04% من الأمريكيين ذوي الأصول الآسيوية و2.76% من سكان جزر المحيط الهادئ و9.27% من الأعراق الأخرى و5.99% من عرقين مختلطين أو أكثر و17.53% من الهسبانيون أو اللاتينيون من أي عرق.
بلغ عدد الأسر 7,157 أسرة كانت نسبة 33.3% منها لديها أطفال تحت سن الثامنة عشر تعيش معهم، وبلغت نسبة الأزواج القاطنين مع بعضهم البعض 36.6% من أصل المجموع الكلي للأسر، ونسبة 13.8% من الأسر كان لديها معيلات من الإناث دون وجود شريك، بينما كانت نسبة 7.2% من الأسر لديها معيلون من الذكور دون وجود شريكة وكانت نسبة 42.4% من غير العائلات. تألفت نسبة 32.2% من أصل جميع الأسر من عدة أفراد يعيشون في نفس المنزل ونسبة 5.9% كانت تتألف من شخص يعيش بمفرده يبلغ من العمر 65 عاماً أو أكثر. وبلغ متوسط حجم الأسرة المعيشية 2.64، أما متوسط حجم العائلات فبلغ 3.42.
بلغ العمر الوسطي للسكان 33.8 عاماً. وكانت نسبة 24.2% من القاطنين تحت سن الثامنة عشر، وكانت نسبة 10.1% بين الثامنة عشر والرابعة والعشرين عاماً، ونسبة 32.6% كانت واقعةً في الفئة العمرية ما بين الخامسة والعشرين والرابعة والأربعين عاماً، ونسبة 25.1% كانت ما بين الخامسة والأربعين والرابعة والستين، ونسبة 8% كانت ضمن فئة الخامسة والستين عاماً فما فوق. وتوزع التركيب الجنسي للسكان بنسبة 51.9% ذكور و48.1% إناث.

## أعلام
- جيم نورث
- كاميرون مارتن
- ماريو سيغل